# NGC 960
NGC 960 est une galaxie spirale située dans la constellation de la Baleine. NGC 960 a été découverte par l'astronome américain Francis Leavenworth en 1886.

## Caractéristiques
Sa vitesse par rapport au fond diffus cosmologique est de 4 461 ± 16 km/s, ce qui correspond à une distance de Hubble de 68,5 ± 4,8 Mpc (∼223 millions d'al).
À ce jour, une mesure non basée sur le décalage vers le rouge (redshift) donne une distance d'environ 56,400 Mpc (∼184 millions d'al). Cette valeur est à l'extérieur des valeurs de la distance de Hubble. Notons cependant que c'est avec la valeur moyenne des mesures indépendantes, lorsqu'elles existent, que la base de données NASA/IPAC calcule le diamètre d'une galaxie et qu'en conséquence le diamètre de NGC 960 pourrait être d'environ 32,2 kpc (∼105 000 al) si on utilisait la distance de Hubble pour le calculer. 
La classe de luminosité de NGC 960 est II. Selon la base de données Simbad, NGC 960 est une galaxie LINER, c'est-à-dire une galaxie dont le noyau présente un spectre d'émission caractérisé par de larges raies d'atomes faiblement ionisés.